# سعود الكعبي
سعود الكعبي (22 فبراير 1986- )؛ إعلامي، شاعر وممثل إماراتي.

## حياته
ولد في مدينة العين تميز منذ صغره بالجرأة الزائدة والحضور في أي نشاط أو فعالية، فالإذاعة المدرسية منذ الصف الأول التأسيسي بمدرسة البكري، وذلك حينما كان يقيم في إمارة عجمان ، وحسن الشاعر مدير المدرسة هو من حمله إلى الإعلام، ورشحه للمشاركة في الملتقى، الذي كان بالنسبة له البوابة العريضة التي أدخلته مجال العمل التلفزيوني. ، خريج الجامعة الأمريكية في الشارقة ماجستير في إدارة الأعمال والإعلام 

### مشواره المهني
بدايته مع الإعلام كانت في سن التاسعة، كان حينها أحد أطفال الإمارات المشاركين في ملتقى الأطفال العرب الذي عقد في الشارقة عام 1996 وضم أطفالاً من مختلف الدول العربية التقوا فيما يشبه المخيم أو المعسكر لمدة أسبوعين، وفي ذلك المكان تم التحدث معه من قبل مسؤولين إعلاميين زاروا الملتقى، فطلبوه للعمل في تلفزيون دبي، وبالفعل دخل المجال التلفزيونيً وكان أول مذيع طفل إماراتي، وكانت بدايته في برنامج «أخبار للصغار» ،تابع مسيرته في العمل الإذاعي وبرنامجه الأول لم يدم طويلاً، وانتهى به المطاف بعد شهر واحد فقط، وذلك لتفرغه لفعاليات مهرجان دبي للتسوق عام 1996 ، بعدها سار في برامج عديدة منها «قوس قزح» و«إجازة سعيدة» و«الكابتن سعود»، إضافة إلى برامج أخرى، وكلها كانت موجهة للصغار.
قدم بعدها برامج منوعة مثل «مرحبا الساع»، و«المقيظ»، و«ياوش»، وجميعها كانت على تلفزيون دبي، وعام 2000 مضت انتقل لتقديم «بطولة اليولة»، التي بدأت كبرنامج رسمي عام 2005 ، عبر شاشة «سما دبي»، و على الرغم من كونه عايش بداية البرنامج حيث كان في قرية التراث في دبي، وذلك بفعل الثقة ا التي أولاه إياها سمو الشيخ حمدان بن محمد بن راشد آل مكتوم ولي عهد دبي، بأن يبقى المذيع الرسمي لـ «بطولات فزاع» منذ الانطلاقة وحتى الآن.
هواياته: ركوب الخيل والرماية وكتابة الشعر والتمثيل 

### حياته الأسرية
في سبتمبر 2014 تزوج من كريمة عبد الله أحمد النعيمي في حفل أقيم في قاعة الاحتفالات بالهير في العين، وحضره عدد من شيوخ ووجهاء القبائل وأعيان قبيلتَي الكعبي والنعيمي، وضباط الشرطة والقوات المسلحة  ، رزق بإبنته الأولى هند في نوفمبر 2015 

## جوائز وتكريمات
- حاصل على جائزة سمو الشيخ حمدان بن راشد آل مكتوم للطالب المتميز والطالب المتميز في يوم العلم وأكثر من 600 شهادة تفوق وتميّز وتقدير للتعاون مع العديد من المؤسسات المحلية عام 1999
- حاصل على عضوية مجلس التخطيط التربوي بوزارة التربية والتعليم، واعتبر الطالب الأول على مستوى دول الخليج كعضو في مجلس وزاري.[5]
- عام 2015 عين سفيرا لvisit berlin لتطوير السياحية بين ألمانيا و الإمارات

## أعماله

### في السينما
- 2010:دار الحي[6]
- 2013: جن
- 2015:من الألف إلى الياء[7]

### في التلفزيون
- 2014: قبل الأوان
- 2015: دبي لندن دبي[8]
- 2015:المندوس (مسلسل كرتوني)
- 2020:المنصة ج1
- 2021:المنصة ج2
- 2021:المنصة ج3

### الشعر والكتابة
له الكثير من الأمسيات الشعرية، وقد قام بعض المطربين بغناء كلماته ومن أشهرهم:
- حمد وحربي العامري والوسمي وفرقة دبي الحربية
- قلب للبيع : من ألحان فايز السعيد و غناء فايز السعيد و ((سلمان حميد)) ، و قد تم تصوير الأغنية كفيديو كليب من إخراج بسام الترك و ظهرت الممثلة نيفين ماضي كبطلة في الكليب
- يا ويل حالي : من ألحان فايز السعيد و غناء ((جميلة البداوي))
- أنا تائب: من غناء وألحان فايز السعيد
- أكسبو 20:غناء شمة حمدان و سال
- هلال الإمارات:غناء فايز السعيد
- كل العيون إلى دبي :فايز السعيد
- كأس دبي العالمي: راشد الماجد

### تقديم البرامج
بدأ سعود الكعبي تقديم البرامج وهو في سن التاسعة

#### برامج الأطفال
- الكابتن سعود
- قوس قزح
- أخبار للصغار
- قوس قزح
- إجازة سعيدة
- أطفال 2000
- خمسة في إجازة
- أطفال. كوم
- ألوان
- سوالف وعلوم
- الكابتن سعود

#### البرامج التراثية، الشبابية والغنائية
- يللا يللا
- يا وش
- المقيظ
- مرحبا الساع
- سجاي
- الميدان : قام بتقديم الميدان لستة مواسم حتى حل مكانه ((أحمد عبد الله))
- آخر الأسبوع
- نجم الخليج : قدمه لموسمين مع المذيعة ديالا مكي على تلفزيون دبي
- تاراتاتا : قدم البرنامج في بعض الحلقات
- سوالفنا حلوة : شارك في تقديم الحلقات مع المذيعة المصرية مريم أمين
- انطلاق نحو الآفاق
- سند [9]

### سعود الكعبي وبرنامج الميدان
يعتبر المذيع الرسمي «لبطولات فزاع» سمو الشيخ حمدان بن محمد بن راشد آل مكتوم للرماية والصيد بالصقور على مدى ست سنوات، واشتهر أيضا بتقديم برنامج الميدان لستة مواسم، حتى حل زميله أحمد عبدالله في تقديم البرنامج

## روابط خارجية
- سعود الكعبي على موقع IMDb (الإنجليزية)